# Breakaway (pjesma Kelly Clarkson)
"Breakaway" je pjesma koju su napisali Avril Lavigne, Bridget Benenate i Matthew Gerrard, a producirao ju je John Shanks. Pjesmu je snimila pop rock pjevačica Kelly Clarkson, kao pjesmu za film The Princess Diaries 2: Royal Engagement objavljenog od Disney Recordsa. Pjesma je ubrzo postala singl s videom iz filma. Poslije se pjesma mogla naći na Clarksinom drugom studijskom albumu Breakaway, koju je  RCA Records objavila kao prvi singl s albuma. Bio je prvi singl u Sjevernoj Americi, Južnoj Americi i Australiji, te peti singl u Europi i Indoneziji. 
U veljači 2005. godine singl je dobio zlatnu certifikaciju od RIAA-e.

## Videospot
Pjesma "Breakaway" je snimljena za film The Princess Diaries 2: Royal Engagement zbog toga i spot sadrži neke scene iz filma. Kelly je željela da video bude usklađen s temom pjesme i temom filma. Spot sadrži obje teme, počevši s mladom glumicom, Lindsey Krueger, koja glumi lik Kelly dok je ona bila mlada, može se zaključiti da je usamiljena. Godine prolaze i odrasla Kelly je sada "zvijezda". Iz scene s filma se može vidjeti kako se ona sjeća svoje prošlosti. Izvorno je video trebao uključivati više scena Kellinog odrastanja, ali su isključene zbog vremenskom kontrasta.
Drugi spot je objavljen u Europi kada je objavljen i singl, video je zapravo isti kao i američki samo što su izrezane scene iz filma. Ubrzo je i europska verzija spota objavljena u Americi koja je bila daleko popularnija od filmske verzije. 

## Popis pjesama
Australski CD singl
1. "Breakaway" - 3:58
2. "Because of You" (izvodi Jesse McCartney) - 3:36

Europski CD singl
1. "Breakaway" - 3:58
2. "Breakaway" (NapsterLive) - 4:19

Britanski CD singl
1. "Breakaway" - 3:58
2. "Breakaway" (NapsterLive) - 4:19
3. "Breakaway" (spot)

Američki promotivni CD singl
1. "Breakaway" - 3:58
2. "Breakaway" (Call Out Hook) - 0:10

## Top ljestvice
| Top ljestvice (2004/2005/2006)              | Najviša pozicija |
| ------------------------------------------- | ---------------- |
| Australija                                  | 10               |
| Češka                                       | 53               |
| Kanada                                      | 3                |
| Mađarska                                    | 10               |
| Nizozemska                                  | 9                |
| Njemačka                                    | 13               |
| Irska                                       | 12               |
| Novi Zeland                                 | 12               |
| SAD Billboard Hot 100                       | 6                |
| SAD Billboard Hot Adult Contemporary Tracks | 1                |
| Švedska                                     | 39               |
| Švicarska                                   | 14               |
| Ujedinjeno Kraljevstvo                      | 22               |

## Povijest izlaska
| Regija                 | Datum              |
| ---------------------- | ------------------ |
| SAD                    | srpanja 2004.      |
| Kanada                 | srpanja 2004.      |
| SAD                    | rujan 2004         |
| Kanada                 | rujan 2004         |
| Australija             | 6. prosinca, 2004. |
| Irska                  | 23. lipnja, 2006.  |
| Ujedinjeno Kraljevstvo | 26. lipnja, 2006.  |
| Europa                 | 28. sepnja, 2006.  |